# Alarsky (huyện)
Huyện Alarsky (tiếng Nga: ? райо́н) là một huyện hành chính tự quản (raion), của Tỉnh Irkutsk, Nga. Huyện có diện tích 2652 kilômét vuông. Trung tâm của huyện đóng ở Kutulik.